# برايان كويك
برايان كويك (بالإنجليزية: Brian Quick) هو لاعب كرة قدم أمريكية أمريكي، ولد في 5 يونيو 1989 في كولومبيا في الولايات المتحدة.

## وصلات خارجية
- برايان كويك على موقع إي إس بي إن.كوم (أن.أف.أل)3
- برايان كويك على موقع مرجع كرة القدم المحترفة.كوم (الإنجليزية)